# Jimmy's Hall
Pour plus de détails, voir Fiche technique et Distribution.
Jimmy's Hall ou La Salle de danse au Québec est un film britannique réalisé par Ken Loach, sorti en 2014. Il s'inspire de faits réels. Le républicain James Gralton ouvre en Irlande dans les années 1920, puis dans les années 1930, une salle de danse de campagne qui est aussi un lieu d’enseignement, d’échange et de culture. Cette initiative lui attire les foudres de l’Église catholique et des conservateurs.

## Cadre historique
De 1919 à 1921, en parallèle à la guerre d'indépendance, le syndicalisme se développe fortement en Irlande. Les mobilisations se multiplient chez les ouvriers, mais aussi en milieu rural. On occupe des terres. Des comités prennent le nom de soviets — comme le soviet de Gowel, là où se déroule le film de Ken Loach. On compte, dans les années 1918-1920, plus de 100 soviets dans le pays.
Le 6 décembre 1921, le traité anglo-irlandais met fin à la guerre d’indépendance et donne naissance à l'État libre d'Irlande, dominion de l'Empire britannique. Ce traité divise les indépendantistes. Il est rejeté par ceux qui veulent poursuivre la lutte pour obtenir l'indépendance complète de l'île. L'État libre d'Irlande voit alors l'INA (l'armée des partisans du traité) affronter les républicains de la nouvelle IRA (l'armée des opposants au traité). C'est la guerre civile irlandaise (1922-1923).
Soutenus par les grands patrons, par les propriétaires terriens et par l'Église catholique, les partisans du traité gagnent la guerre civile et William T. Cosgrave gouverne le nouvel État pendant dix ans. Mais, en 1932, le Fianna Fáil d’Éamon de Valera, parti des opposants au traité, remporte les élections. 

## Synopsis
En 1932, après dix ans passés aux États-Unis, l’activiste républicain Jimmy Gralton revient dans son Irlande natale pour aider sa mère à exploiter la ferme familiale. Dans ce petit coin du comté de Leitrim, les distractions sont rares. Le chômage et la misère règnent. Les grands propriétaires terriens en prennent toujours à leur aise avec les paysans sans terre. Mais les républicains d’Éamon de Valera viennent de remporter les élections. Le changement de gouvernement fait naître des espoirs de progrès social.
Jimmy veut oublier les luttes de jadis. Il dit aspirer à une vie paisible. Ce qui fait beaucoup rire ses amis. Très vite, les jeunes du village lui demandent de rouvrir le Pearse-Connolly Hall qu’il avait fondé. C’était une salle de danse de campagne, mais aussi un lieu communautaire. Des tribunaux y ont même siégé pour régler les différends dans la répartition des terres. Jimmy hésite. Il craint de réveiller la violence : neuf ans après la guerre civile, le comté vit en paix, mais de vieilles rancœurs couvent entre les adversaires d’hier. Jimmy s’est engagé autrefois dans la réintégration de familles expulsées et dans l’attribution de terres, ce qui lui a valu la solide inimitié des conservateurs et des grands propriétaires terriens.
Malgré tout, il finit par se laisser convaincre et les voisins se mobilisent pour restaurer la salle. Celle-ci redevient un espace de discussion politique, de lecture. Il propose des cours de danse, de boxe, de chant, de dessin, de poésie. Jimmy a même rapporté d’Amérique des disques de jazz. Le succès de la salle est immédiat. Toutefois, l'influence grandissante de Jimmy et ses idées progressistes ne sont pas du goût de tous. Le curé, le père Sheridan, considère toute initiative sociale comme une atteinte à son pouvoir. En chaire, il dénonce la salle comme étant un repaire de païens et de communistes, où l’on écoute de la musique « de l’Afrique la plus noire » — et il va jusqu’à citer lors de l'office les noms des personnes qui le fréquentent.
Le bras-de-fer avec le père Sheridan est tendu, mais purement verbal et les interventions de Jimmy restent dans les limites de la paroisse. Cependant, sa renommée s’étend. L’IRA d’un comté voisin vient réclamer sa présence lors de la réinstallation d’une famille chassée de chez elle par un riche propriétaire terrien. Jimmy sent bien qu’en donnant une dimension plus importante à son action, il va agacer ses anciens ennemis. Mais il cède une nouvelle fois. Il accepte de se joindre à la manifestation et il prend la parole au moment où la famille va retrouver sa maison.
Les représailles ne tardent pas. Un soir, des coups de feu sont tirés sur la salle très fréquentée. Une nuit, la salle est entièrement détruite par un incendie.
Tandis qu’un congrès eucharistique se déroule à Dublin et met tout le pays en effervescence, le père Sheridan confère avec un grand propriétaire et un officier. Il brandit la menace communiste. Le gouvernement de Valera finit par céder à la pression de l’Église catholique. Jimmy est arrêté par les gardaí, puis expulsé de nouveau d’Irlande vers les États-Unis sans jugement puisqu'il a la nationalité américaine.

## Fiche technique
- Titre : Jimmy's Hall
- Réalisation : Ken Loach

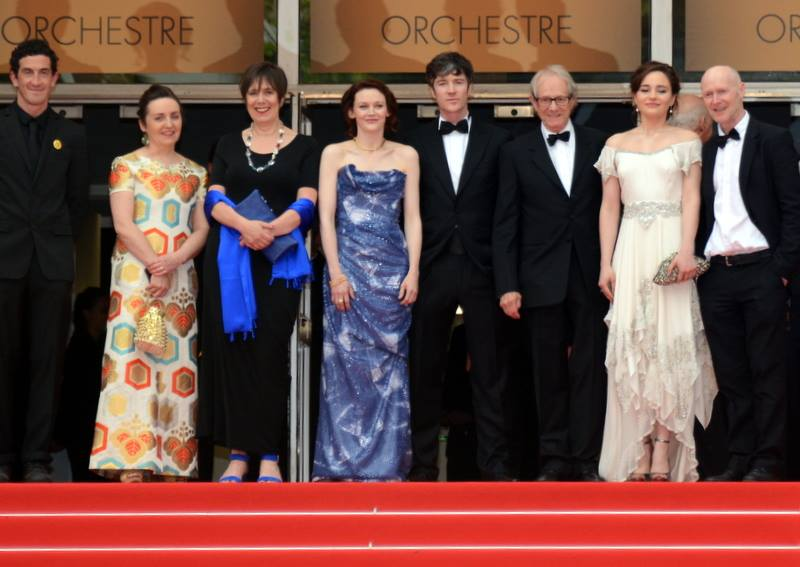
L'équipe du film au festival de Cannes 2014.

- Scénario : Paul Laverty, d’après la pièce Jimmy Gralton's Dancehall de Donal O'Kelly
- Consultant historique : Donal Ó Drisceoil[4]
- Photographie : Robbie Ryan
- Décors : Fergus Clegg
- Casting : Kahleen Crawford
- Costumes : Eimer Ni Mhaoldomhnaigh
- Montage : Jonathan Morris
- Direction artistique : Stephen Dely
- Musique : George Fenton
- Son : Ray Beckett
- Production : Rebecca O'Brien
- Sociétés de production : Sixteen Films, Element Pictures, Why Not Productions, Wild Bunch
- Sociétés de distribution : Entertainment One (Irlande, salles), Entertainment One (Royaume-Uni, salles), Le Pacte (France, salles), Pandora Film Verleih (Allemagne, salles), Sony Pictures Classics (États-Unis, salles), Filmcoopi Zürich (Suisse, tous médias), Mozinet (Hongrie, tous médias), Rialto Distribution (Australie, tous médias), Rialto Distribution (Nouvelle-Zélande, tous médias)
- Pays de production : Royaume-Uni, Irlande, France[5]
- Budget : 6,45 millions €[6]
- Langue originale : anglais
- Doublage en français : Alter Ego[7]
- Format : couleurs - 35 mm
- Genre : drame
- Durée : 109 minutes
- Date de sortie : 
  - France : 2 juillet 2014[5]

## Distribution
- Barry Ward (en) (V. F. : Jean-Christophe Dollé) : James Gralton
- Simone Kirby (en) (V. F. : Julie Sicard) : Oonagh
- Andrew Scott (V. F. : Julien Sibre) : père Seamus, le jeune vicaire
- Jim Norton (V. F. : André Penvern) : père Sheridan, le curé de la paroisse
- Brían F. O'Byrne (V. F. : Emmanuel Lemire) : O'Keefe[7]
- Francis Magee (V. F. : Jérémie Covillault) : Mossy
- Karl Geary (V. F. : Arnaud Bedouët) : Sean
- Denise Gough : Tess
- Aisling Franciosi (V. F. : Barbara Probst) : Marie
- Aileen Henry (V. F. : Yvette Petit) : Alice
- Sorcha Fox : Molly
- Seamus Hughes : Ruairi
- Martin Lucey : Dezzie
- Mikel Murfi (V. F. : Emmanuel Quatra) : Tommy
- Shane O'Brien : Finn
- John O'Dowd : Higgins
- Seán T. Ó Meallaigh : le journaliste[8]
- Donal O'Kelly : Cian, un activiste de l’IRA du Roscommon[2]

Sources et légende : Version française selon le carton de doublage français.

## Tournage
Le film a été tourné en Irlande :
- Drumsna (en)
- Monastère de Killanummery[9]
- Sligo

## Accueil
- Jean-Baptiste Morain : « Ken Loach se livre donc encore une fois à une critique du mouvement qui a incarné l’indépendance aux yeux du monde entier, pour l’accuser d’avoir volé la victoire aux forces de gauche et retardé la fin des landlords et la répartition des terres entre ceux qui les travaillent réellement, les petits paysans métayers. » Le film montre « comment l’État […] a maintenu les classes les plus basses dans la misère économique et intellectuelle. » Pour Jean-Baptiste Morain, il ne s’agit pas du plus réussi des films de Ken Loach : « La mise en scène et la direction d’acteurs sont souvent assez figés, le scénario un peu mécanique, didactique. Mais au milieu de ce petit théâtre un peu académique et engoncé, le film prend vie à plusieurs occasions », notamment dans les séquences où se donnent à entendre le jazz et la musique irlandaise[10].
- Danièle Heymann : « C’est vrai, Jimmy's Hall n'atteint pas la poignante évidence des chefs-d'œuvre sociaux de Loach, Raining Stones, Sweet Sixteen ou My Name Is Joe. Mais, dans son élan vital, sa vaillante résistance à l'hagiographie comme à la caricature, dans sa verve humaniste nappée de robuste accent irlandais, le destin contrarié d'une petite salle des fêtes réchauffe le cœur[3]. »
- À voir à lire : « Sans doute mineur dans une filmographie abondante mais inégale, Jimmy's Hall vaut surtout par la peinture d’une petite communauté perturbée par des conflits de valeurs. La charge n’est pas tant anticléricale, l’Église étant dépeinte sous deux angles. Le jeune prêtre Seamus est le lointain parent du curé de Raining Stones, compréhensif voire socialement engagé, quand le père Sheridan (terrifiant Jim Norton) symbolise une autorité religieuse archaïque et obscurantiste […] Bien que situé dans l’Irlande des années 30, le scénario trouve un écho avec certains pans de l’actualité[11]… »
- Cécile Mury : « Un de ces vigoureux manifestes politiques, typiques de notre humaniste préféré : un poil trop « pédago », mais toujours attachant, généreux, habité […] Les plus belles scènes, les plus fortes, sont celles où vibre cette communauté rebelle, ces corps solidaires dans la danse, jazz ou folklore, comme dans la contestation, d'une manif à l'autre[12]. »

## Déclarations de l'équipe du film
Pour la productrice Rebecca O'Brien, le film vient compléter Le vent se lève (2006), qui traitait de la guerre d'indépendance et de la guerre civile : « Jimmy's Hall aborde les mêmes enjeux et s’intéresse à la manière dont ils évoluent. » Son rôle, insiste Rebecca O'Brien, est de donner à comprendre en quelles mains se trouve le pouvoir, après dix années d’État libre d’Irlande. 
Entre critiques anglais et spectateurs, Ken Loach note une différence de perception de ses films : « J’ai souvent eu le sentiment, en Angleterre, que les critiques ne s’intéressaient pas à la substance de mes films, qu’ils n’en discutaient que la forme, le style, les acteurs. Qu’ils restaient enfermés dans des codes et des références, alors même que nous essayions d’y faire entrer le monde et ses problèmes. Dans les débats avec les spectateurs, j’ai le sentiment qu’ils vont, eux, directement au cœur de l’histoire. Pour Jimmy's Hall, par exemple, les discussions tournent autour de la manière dont s’exprime le discours dominant aujourd’hui, maintenant que l’influence de l’Église a reculé. »

## Distinctions

### Nominations et sélections
- Festival de Cannes 2014 : En compétition pour la Palme d'or